# Lossewo (Kaliningrad, Krasnosnamensk)
Lossewo (russisch Лосево, deutsch Groß Augstutschen, 1930 bis 1945 Rehwalde, auch: Kiauschen, 1938 bis 1945 Wetterau, litauisch Didieji Aukštučiai, auch: Kiaušai) ist ein Ort in der russischen Oblast Kaliningrad. Er besteht aus zwei ursprünglich eigenständigen Ortschaften und gehört zur kommunalen Selbstverwaltungseinheit Munizipalkreis Krasnosnamensk im Rajon Krasnosnamensk.

## Geographische Lage
Lossewo liegt mit seinen beiden Ortsteilen an der Kommunalstraße 27K-299, die Nikitowka (Uszpiaunen/Kiesdorf) an der Regionalstraße 27A-025 (ex R508) mit Leskowo (Rammonischken/Hagenfließ) an der Regionalstraße 27A-026 (ex R511) verbindet. Die Rajonstadt Krasnosnamensk (Lasdehnen/Haselberg) liegt 10 Kilometer nordwestlich und die einstige Kreisstadt Dobrowolsk (Pillkallen/Schloßberg) befindet sich 15 Kilometer südwestlich. Beide Ortsteile waren vor 1945 jeweils eine Bahnstation an der Bahnstrecke Pillkallen–Lasdehnen der Pillkaller Kleinbahn, und im damaligen Kiauschen zweigte zudem eine Kleinbahnstrecke nach Doristhal (russisch: Rasino, nicht mehr existent) ab.

## Geschichte

### Groß Augstutschen (Rehwalde)

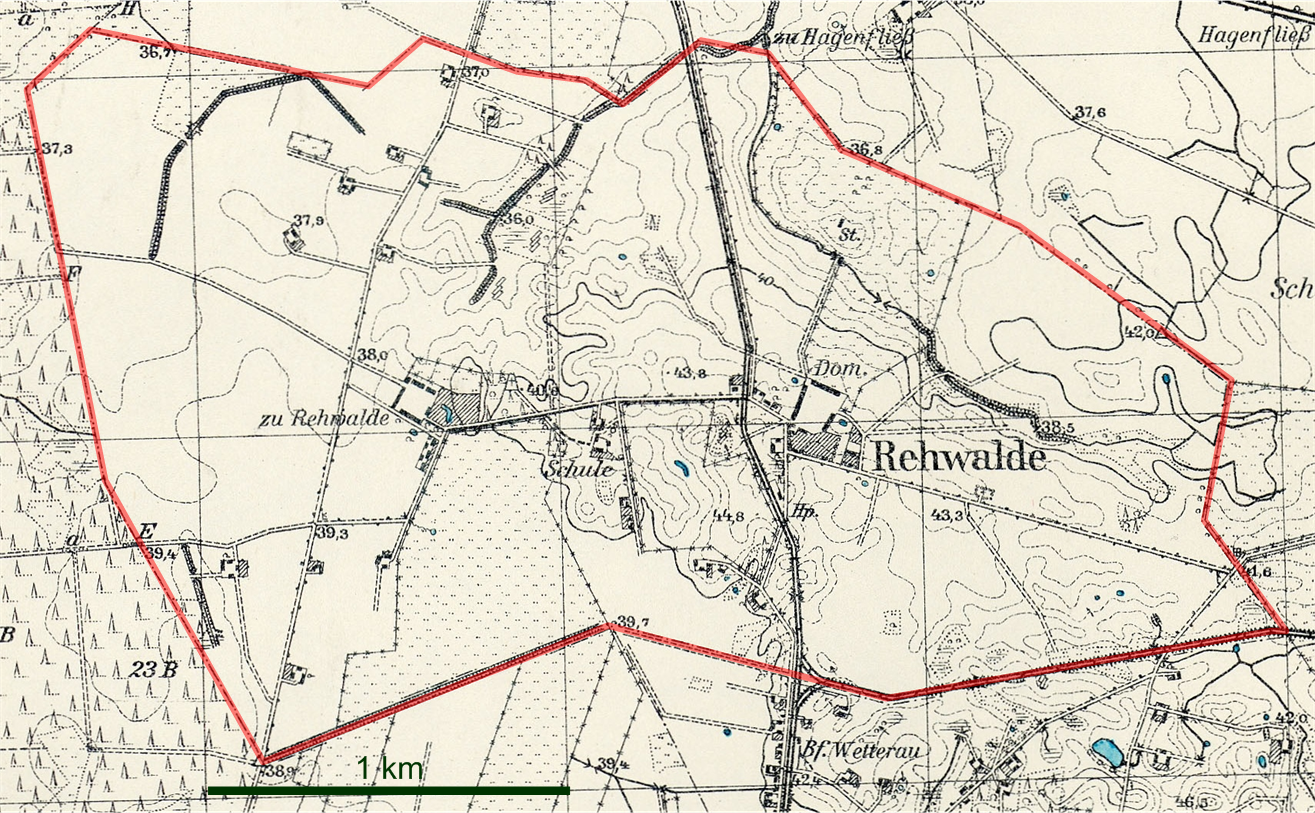
Die Gemeinde Rehwalde auf einem Messtischblatt von 1938

Groß Augstutschen war um 1780 ein königliches Bauerndorf. Etwa seit Mitte des 19. Jahrhunderts gehörte auch das kölmische Gut Klein Augstutschen zu Groß Augstutschen. 1874 wurde die Landgemeinde Groß Augstutschen in den neu gebildeten Amtsbezirk Girrehlischken im Kreis Pillkallen eingegliedert. Am 21. August 1930 wurde Groß Augstutschen in Rehwalde umbenannt. In Folge des Zweiten Weltkriegs kam der Ort 1945 mit dem nördlichen Ostpreußen zur Sowjetunion.

### Einwohnerentwicklung
| Jahr | Einwohner |
| ---- | --------- |
| 1867 | 161       |
| 1871 | 150       |
| 1885 | 147       |
| 1905 | 211       |
| 1910 | 188       |
| 1933 | 179       |
| 1939 | 161       |

### Kiauschen (Wetterau)

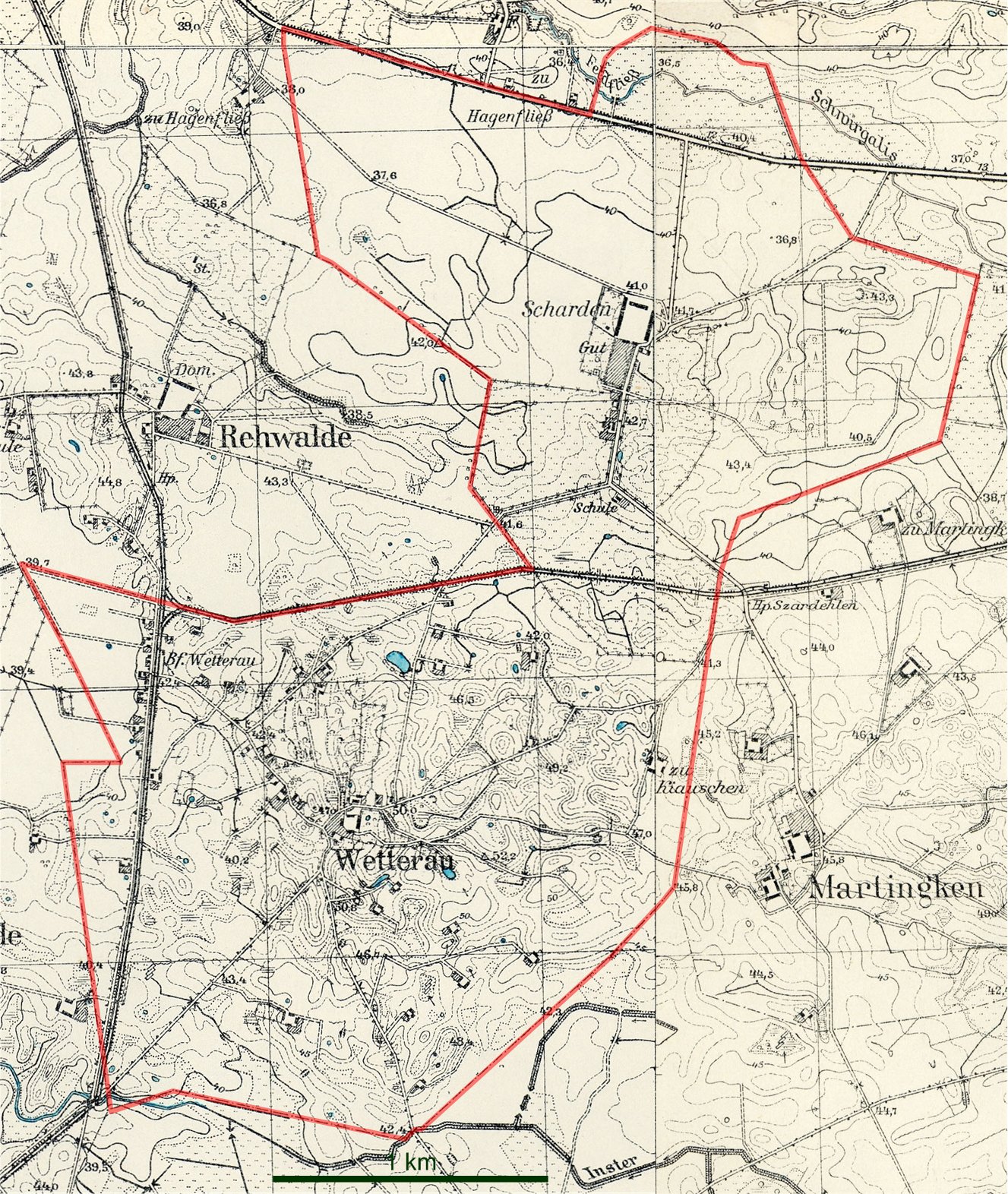
Die Gemeinde Wetterau auf einem Messtischblatt von 1938

Der 1580 ersterwähnte Ort war um 1780 als Ciauschen ein königliches Bauerndorf, das auch eine Windmühle besaß. Auch die Landgemeinde Kiauschen gehörte seit 1874 zum Amtsbezirk Girrehlischken. 1901 wurde der Ort Knotenpunkt der Pillkaller Kleinbahn. 1928 wurde der Gutsbezirk Szardehlen nach Kiauschen eingemeindet. 1938 wurde Kiauschen in Wetterau umbenannt. Der Ortsteil Szardehlen hieß nun Scharden. Innerhalb des nördlichen Ostpreußen gelegen, kam der Ort 1945 zur Sowjetunion.

#### Einwohnerentwicklung
| Jahr | Einwohner | Bemerkungen                 |
| ---- | --------- | --------------------------- |
| 1867 | 181       |                             |
| 1871 | 170       |                             |
| 1885 | 236       |                             |
| 1905 | 247       | davon 40 litauischsprachige |
| 1910 | 225       |                             |
| 1933 | 282       | einschließlich Szardehlen   |
| 1939 | 254       |                             |

### Lossewo
Im Jahr 1947 erhielt Rehwalde (ohne das ehemalige Klein Augstutschen, zuletzt zu Rehwalde) den russischen Namen Lossewo und wurde gleichzeitig dem Dorfsowjet Mitschurinski selski Sowet im Rajon Krasnosnamensk zugeordnet. Später gelangte der Ort in den Prawdinski selski Sowet. In der Folge wurde auch das ehemalige eigentliche Kiauschen/Wetterau (ohne Szardehlen/Scharden) zu Lossewo gezählt. Von 2008 bis 2015 gehörte Lossewo zur Landgemeinde Dobrowolskoje selskoje posselenije, von 2016 bis 2021 zum Stadtkreis Krasnosnamensk und seither zum Munizipalkreis Krasnosnamensk.

#### Einwohnerentwicklung
| Jahr | Einwohner |
| ---- | --------- |
| 1984 | ~ 50      |
| 2002 | 37        |
| 2010 | 29        |
| 2021 | 28        |

## Kirche
Vor 1945 lebte in Groß Augstutschen resp. Rehwalde und Kiauschen resp. Wetterau eine fast ausnahmslos evangelische Bevölkerung. Die beiden Dörfer waren jedoch unterschiedlichen Kirchspielen zugeordnet: Groß Augstutschen war in die Kirche Schillehnen (der Ort hieß von 1938 bis 1946: Schillfelde, russisch: Pobedino), Kiauschen dagegen in die Kirche Willuhnen (der Ort hieß russisch: Ismailowo, ist nicht mehr existent) eingepfarrt. Beide Pfarreien aber gehörten zu demselben Kirchenkreis Pillkallen (Schloßberg) in der Kirchenprovinz Ostpreußen der Kirche der Altpreußischen Union. Heute liegt Lossewo im weitflächigen Einzugsbereich der neu entstandenen evangelisch-lutherischen Gemeinde in Babuschkino (Groß Degesen) innerhalb der Propstei Kaliningrad (Königsberg) der Evangelisch-lutherischen Kirche Europäisches Russland.